# Väinö Salovaara

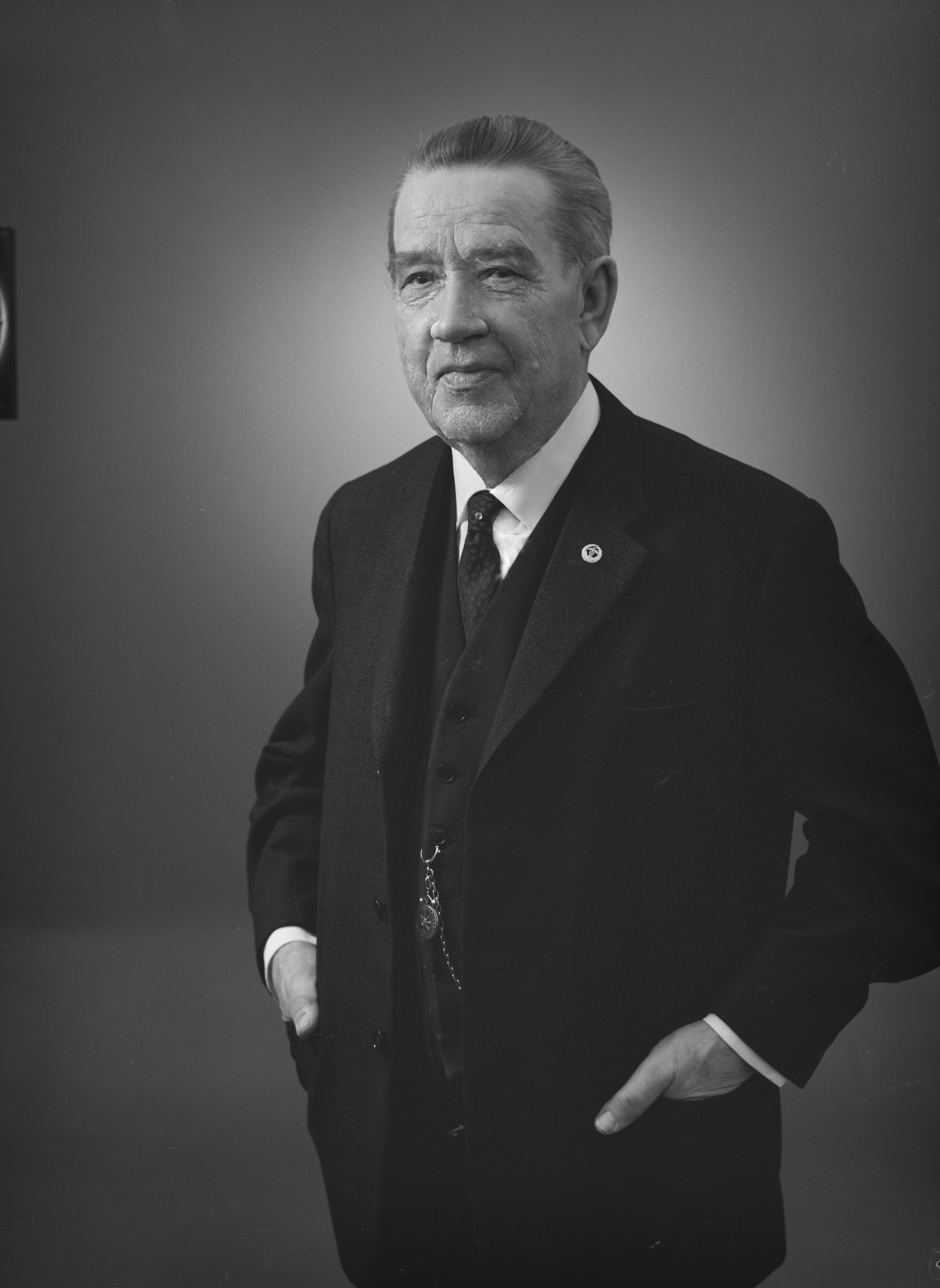
Väinö Salovaara.

Väinö Veikko Salovaara (till 1906 Sillfors), född 26 februari 1888 i Itis, död 29 oktober 1964 i Helsingfors, var en finländsk politiker (socialdemokrat). 
Saalovaara, som ursprungligen var eltekniker, var maskinmästare vid Helsingfors elektricitetsverk 1909–1918, funktionär vid Metallarbetarförbundet 1919–1924 och övermaskinmästare vid Elanto 1925–1937. Han var kommunikationsminister 1937–1944, ledamot av Finlands riksdag 1939–1944 och partiordförande 1942–1944. Med sin förankring i fackföreningsrörelsen medverkade han, vid sidan av Väinö Tanner, i hög grad till den nationella enigheten under krigsåren. Han var biträdande stadsdirektör i Helsingfors 1942–1951.

## Utmärkelser
- Finlands Olympiska förtjänstkors av 1 klass,  2 december 1952[1]

[Redigera Wikidata]